# Großer Preis von Luxemburg 1997
Der Große Preis von Luxemburg 1997 (offiziell V Großer Preis von Luxemburg) fand am 28. September auf dem Nürburgring in Nürburg statt und war das 15. Rennen der Formel-1-Weltmeisterschaft 1997.

## Bericht

### Hintergrund
Nach dem Großen Preis von Österreich führte Michael Schumacher in der Fahrerwertung mit einem Punkt vor Jacques Villeneuve und mit 37 Punkten vor Heinz-Harald Frentzen. Somit hatten bei noch drei ausbleibenden Rennen nur noch Michael Schumacher und Villeneuve die Möglichkeit Weltmeister zu werden. In der Konstrukteurswertung führte Williams-Renault mit zwölf Punkten vor Ferrari und mit 46 Punkten vor Benetton-Renault. 
Vor dem Rennwochenende gab es einen Fahrerwechsel: Olivier Panis kehrte nach seinem schweren Unfall vor gut drei Monaten in Montreal, wo er sich beide Beine brach, wieder zurück. Jarno Trulli, der extra als Ersatz für den Franzosen geholt wurde, konnte kein Cockpit mehr finden und blieb im Team als Ersatzfahrer erhalten.
Mit Villeneuve und Michael Schumacher (jeweils einmal) traten zwei ehemalige Sieger zu diesem Grand Prix an.

### Training
Vor dem Rennen fanden zwei Trainingseinheiten statt: Die erste am Freitagmorgen und die zweite am Samstagmorgen.
Mika Häkkinen holte sich im ersten freien Training am Freitag die Bestzeit mit 1:17,998 Minuten vor Rubens Barrichello, Gerhard Berger sowie Ralf Schumacher. Michael Schumacher lag mit rund einer Sekunde Rückstand auf Platz acht, Villeneuve mit eineinhalb Sekunden auf Platz  zwölf. Panis konnte sich Platz elf sichern und damit den Titelanwärter Villeneuve um eine halbe Sekunde hinter sich lassen. Bis auf Ukyō Katayama, der Probleme mit dem Auto hatte und nur eine Zeit, die rund zwanzig Sekunden hinter Häkkinens-Bestzeit liegt, schaffte, lagen alle Fahrer innerhalb von dreieinhalb Sekunden.
Im zweiten freien Training am Samstag holte sich Frentzen mit 1:17,158 Minuten die Session-Bestzeit vor Häkkinen sowie Giancarlo Fisichella, Villeneuve und Michael Schumacher. Alle Fahrer lagen innerhalb von drei Sekunden.

### Qualifying
Häkkinen konnte sich um neun Hundertstel vor Villeneuve durchsetzen, dahinter folgen Frentzen, Fisichella, Michael Schumacher, David Coulthard sowie Berger. 
Es war Häkkinens erste von 26 Pole-Positions in seiner Karriere, die erste Pole-Position für McLaren seit dem Großen Preis von Australien 1993 sowie die erste Pole-Position für Mercedes als Konstrukteur oder Motorenlieferant seit dem Großen Preis von Italien 1955.

### Warm-Up
Zum dritten Mal holte sich Häkkinen die Session-Bestzeit, diesmal rund eine Sekunde vor seinem Teamkollegen Coulthard, was darauf schließen lässt, dass der Finne im Rennen mit wenig Benzin starten wird. Bis auf Shinji Nakano, der eine Zeit setzte, die zehn Sekunden hinter Häkkinens Bestzeit lag, lagen alle Fahrer innerhalb von vier Sekunden.

### Rennen
Häkkinen, der am Renntag seinen 29. Geburtstag feierte, führte das Team vor seinem Kollegen Coulthard, der von Platz sechs auf zwei vordrang, an, dahinter lag Villeneuve. Während des Starts kollidierten bei einem Überholversuch Ralf Schumacher sowie sein Teamkollege Fisichella. In dessen Folge hob der Jordan von Ralf Schumacher ab und landete auf dem Ferrari seines Bruders Michael Schumacher. Durch den aufgewirbeldeten Staub konnte Katayama nicht mehr dem rollenden Fisichella ausweichen und krachte in den Italiener. Michael Schumacher konnte das Rennen zunächst fortsetzen, Ralf Schumacher, Fisichella sowie Katayama mussten das Rennen aufgeben. Zwei Runden später musste dann auch Michael Schumacher an der Box wegen Aufhängungsschäden sicherheitsbedingt aufgeben. 
Auf den Plätzen eins bis sechs lagen nach dem Start Häkkinen, Coulthard, Villeneuve, Barrichello, Jean Alesi sowie Jan Magnussen. Frentzen, der nach einer Berührung sein Zündschloss beschädigte, verlor viele Plätze. Die ersten sechs sollten ihre Positionen bis zur ersten Boxenstoppserie beibehalten. 
In Runde 43 begann dann das Drama für den Führenden: Häkkinen lag rund zwölf Sekunden vor Coulthard, der von Villeneuve verfolgt wurde. Doch dann platzten beinahe zeitgleich beide Mercedes-Motoren der McLaren-Piloten. In derselben Runde fiel auch Magnussen wegen eines Antriebwellenschadens auf Position sechs liegend aus. Villeneuve erbte in weiterer Folge die Führung, Alesi auf Platz zwei, Frentzen auf drei, Berger auf vier und Pedro Diniz auf fünf waren nun seine Verfolger. 
Villeneuve konnte die Führung behalten und damit seinen elften Karrieresieg feiern. Es sollte allerdings auch der letzte Sieg des Kanadiers werden. In diesem Rennen fuhr auch Yamaha die letzten Punkte als Motorenlieferant ein. Alesi und Frentzen komplettierten das Podium. Berger wurde Vierter, Diniz holte als Fünfter seine einzigen zwei WM-Punkte. Panis fuhr bei seinem Comeback direkt wieder als Sechster in die Punkte.
Frentzen sicherte sich mit 1:18,805 Minuten die schnellste Runde.
In der Fahrerwertung konnte Villeneuve mit dem Sieg an Michael Schumacher vorbeiziehen. Dritter blieb Frentzen. In der Konstrukteurswertung blieben die ersten drei Positionen unverändert.

## Meldeliste
| Team                        | Nr. | Fahrer                | Chassis        | Motor                 | Reifen |
| --------------------------- | --- | --------------------- | -------------- | --------------------- | ------ |
| Danka Arrows Yamaha         | 01  | Damon Hill            | Arrows A18     | Yamaha 3.0 V10        | B      |
| Danka Arrows Yamaha         | 02  | Pedro Diniz           | Arrows A18     | Yamaha 3.0 V10        | B      |
| Rothmans Williams Renault   | 03  | Jacques Villeneuve    | Williams FW19  | Renault 3.0 V10       | G      |
| Rothmans Williams Renault   | 04  | Heinz-Harald Frentzen | Williams FW19  | Renault 3.0 V10       | G      |
| Scuderia Ferrari Marlboro   | 05  | Michael Schumacher    | Ferrari F310B  | Ferrari 3.0 V10       | G      |
| Scuderia Ferrari Marlboro   | 06  | Eddie Irvine          | Ferrari F310B  | Ferrari 3.0 V10       | G      |
| Mild Seven Benetton Renault | 07  | Jean Alesi            | Benetton B197  | Renault 3.0 V10       | G      |
| Mild Seven Benetton Renault | 08  | Gerhard Berger        | Benetton B197  | Renault 3.0 V10       | G      |
| West McLaren Mercedes       | 09  | Mika Häkkinen         | McLaren MP4/12 | Mercedes-Benz 3.0 V10 | G      |
| West McLaren Mercedes       | 10  | David Coulthard       | McLaren MP4/12 | Mercedes-Benz 3.0 V10 | G      |
| B&H Total Jordan Peugeot    | 11  | Ralf Schumacher       | Jordan 197     | Peugeot 3.0 V10       | G      |
| B&H Total Jordan Peugeot    | 12  | Giancarlo Fisichella  | Jordan 197     | Peugeot 3.0 V10       | G      |
| Prost Gauloises Peugeot     | 14  | Olivier Panis         | Prost JS45     | Mugen-Honda 3.0 V10   | B      |
| Prost Gauloises Peugeot     | 15  | Shinji Nakano         | Prost JS45     | Mugen-Honda 3.0 V10   | B      |
| Red Bull Sauber Petronas    | 16  | Johnny Herbert        | Sauber C16     | Petronas 3.0 V10      | G      |
| Red Bull Sauber Petronas    | 17  | Gianni Morbidelli     | Sauber C16     | Petronas 3.0 V10      | G      |
| Tyrrell                     | 18  | Jos Verstappen        | Tyrrell 025    | Ford ED5 3.0 V8       | G      |
| Tyrrell                     | 19  | Mika Salo             | Tyrrell 025    | Ford ED5 3.0 V8       | G      |
| Minardi Team                | 20  | Ukyō Katayama         | Minardi M197   | Hart 3.0 V8           | B      |
| Minardi Team                | 21  | Tarso Marques         | Minardi M197   | Hart 3.0 V8           | B      |
| Stewart Ford                | 22  | Rubens Barrichello    | Stewart SF01   | Ford Zetec-R 3.0 V10  | B      |
| Stewart Ford                | 23  | Jan Magnussen         | Stewart SF01   | Ford Zetec-R 3.0 V10  | B      |

## Klassifikation

### Qualifying
| Pos.                                                                       | Fahrer                | Konstrukteur      | Zeit     | Start |
| -------------------------------------------------------------------------- | --------------------- | ----------------- | -------- | ----- |
| 01                                                                         | Mika Häkkinen         | McLaren-Mercedes  | 1:16,602 | 01    |
| 02                                                                         | Jacques Villeneuve    | Williams-Renault  | 1:16,691 | 02    |
| 03                                                                         | Heinz-Harald Frentzen | Williams-Renault  | 1:16,741 | 03    |
| 04                                                                         | Giancarlo Fisichella  | Jordan-Peugeot    | 1:17,289 | 04    |
| 05                                                                         | Michael Schumacher    | Ferrari           | 1:17,385 | 05    |
| 06                                                                         | David Coulthard       | McLaren-Mercedes  | 1:17,387 | 06    |
| 07                                                                         | Gerhard Berger        | Benetton-Renault  | 1:17,587 | 07    |
| 08                                                                         | Ralf Schumacher       | Jordan-Peugeot    | 1:17,595 | 08    |
| 09                                                                         | Rubens Barrichello    | Stewart-Ford      | 1:17,614 | 09    |
| 10                                                                         | Jean Alesi            | Benetton-Renault  | 1:17,620 | 10    |
| 11                                                                         | Olivier Panis         | Prost-Mugen-Honda | 1:17,650 | 11    |
| 12                                                                         | Jan Magnussen         | Stewart-Ford      | 1:17,722 | 12    |
| 13                                                                         | Damon Hill            | Arrows-Yamaha     | 1:17,795 | 13    |
| 14                                                                         | Eddie Irvine          | Ferrari           | 1:17,855 | 14    |
| 15                                                                         | Pedro Diniz           | Arrows-Yamaha     | 1:18,228 | 15    |
| 16                                                                         | Johnny Herbert        | Sauber-Petronas   | 1:18,303 | 16    |
| 17                                                                         | Shinji Nakano         | Prost-Mugen-Honda | 1:18,699 | 17    |
| 18                                                                         | Tarso Marques         | Minardi-Hart      | 1:19,347 | 18    |
| 19                                                                         | Gianni Morbidelli     | Sauber-Petronas   | 1:19,490 | 19    |
| 20                                                                         | Mika Salo             | Tyrrell-Ford      | 1:19,526 | 20    |
| 21                                                                         | Jos Verstappen        | Tyrrell-Ford      | 1:19,531 | 21    |
| 22                                                                         | Ukyō Katayama         | Minardi-Hart      | 1:20,615 | 22    |
| 107-Prozent-Zeit: 1:21,964 min (bezogen auf die Bestzeit von 1:16,602 min) |                       |                   |          |       |

### Rennen
| Pos. | Fahrer                | Konstrukteur      | Runden | Stopps | Zeit        | Start | Schnellste Runde |
| ---- | --------------------- | ----------------- | ------ | ------ | ----------- | ----- | ---------------- |
| 01   | Jacques Villeneuve    | Williams-Renault  | 67     | 2      | 1:31:27,843 | 02    | 1:19,838 (31.)   |
| 02   | Jean Alesi            | Benetton-Renault  | 67     | 2      | + 11,770    | 10    | 1:19,716 (65.)   |
| 03   | Heinz-Harald Frentzen | Williams-Renault  | 67     | 2      | + 13,480    | 03    | 1:18,805 (32.)   |
| 04   | Gerhard Berger        | Benetton-Renault  | 67     | 2      | + 16,416    | 07    | 1:19,996 (61.)   |
| 05   | Pedro Diniz           | Arrows-Yamaha     | 67     | 1      | + 43,147    | 15    | 1:21,262 (25.)   |
| 06   | Olivier Panis         | Prost-Mugen-Honda | 67     | 1      | + 43,750    | 11    | 1:21,086 (29.)   |
| 07   | Johnny Herbert        | Sauber-Petronas   | 67     | 2      | + 44,354    | 16    | 1:20,518 (33.)   |
| 08   | Damon Hill            | Arrows-Yamaha     | 67     | 1      | + 44,777    | 13    | 1:20,407 (64.)   |
| 09   | Gianni Morbidelli     | Sauber-Petronas   | 66     | 2      | + 1 Runde   | 19    | 1:20,865 (31.)   |
| 10   | Mika Salo             | Tyrrell-Ford      | 66     | 2      | + 1 Runde   | 20    | 1:21,996 (26.)   |
| –    | Jos Verstappen        | Tyrrell-Ford      | 50     | 2      | DNF         | 21    | 1:22,455 (30.)   |
| –    | Mika Häkkinen         | McLaren-Mercedes  | 43     | 1      | DNF         | 01    | 1:19,576 (27.)   |
| –    | Rubens Barrichello    | Stewart-Ford      | 43     | 1      | DNF         | 09    | 1:20,737 (25.)   |
| –    | David Coulthard       | McLaren-Mercedes  | 42     | 1      | DNF         | 06    | 1:19,920 (23.)   |
| –    | Jan Magnussen         | Stewart-Ford      | 40     | 1      | DNF         | 12    | 1:21,448 (32.)   |
| –    | Eddie Irvine          | Ferrari           | 22     | 0      | DNF         | 14    | 1:21,793 (13.)   |
| –    | Shinji Nakano         | Prost-Mugen-Honda | 16     | 0      | DNF         | 17    | 1:21,969 (14.)   |
| –    | Michael Schumacher    | Ferrari           | 2      | 0      | DNF         | 05    | 1:29,314 (02.)   |
| –    | Tarso Marques         | Minardi-Hart      | 1      | 0      | DNF         | 18    | 1:36,826 (01.)   |
| –    | Ukyō Katayama         | Minardi-Hart      | 1      | 0      | DNF         | 22    | 3:00,630 (01.)   |
| –    | Giancarlo Fisichella  | Jordan-Peugeot    | 0      | 0      | DNF         | 04    | –                |
| –    | Ralf Schumacher       | Jordan-Peugeot    | 0      | 0      | DNF         | 08    | –                |

## WM-Stände nach dem Rennen
Die ersten sechs des Rennens bekamen 10, 6, 4, 3, 2 bzw. 1 Punkt(e).

### Fahrerwertung
| Pos. | Fahrer                | Konstrukteur      | Punkte |
| ---- | --------------------- | ----------------- | ------ |
| 01   | Jacques Villeneuve    | Williams-Renault  | 77     |
| 02   | Michael Schumacher    | Ferrari           | 68     |
| 03   | Heinz-Harald Frentzen | Williams-Renault  | 35     |
| 04   | Jean Alesi            | Benetton-Renault  | 34     |
| 05   | David Coulthard       | McLaren-Mercedes  | 30     |
| 06   | Gerhard Berger        | Benetton-Renault  | 24     |
| 07   | Giancarlo Fisichella  | Jordan-Peugeot    | 20     |
| 08   | Eddie Irvine          | Ferrari           | 18     |
| 09   | Olivier Panis         | Prost-Mugen-Honda | 16     |
| 10   | Mika Häkkinen         | McLaren-Mercedes  | 14     |
| 11   | Johnny Herbert        | Sauber-Petronas   | 14     |
| 12   | Ralf Schumacher       | Jordan-Peugeot    | 13     |
| 13   | Damon Hill            | Arrows-Yamaha     | 7      |

| Pos. | Fahrer             | Konstrukteur                     | Punkte |
| ---- | ------------------ | -------------------------------- | ------ |
| 14   | Rubens Barrichello | Stewart-Ford                     | 6      |
| 15   | Alexander Wurz     | Benetton-Renault                 | 4      |
| 16   | Jarno Trulli       | Prost-Mugen-Honda / Minardi-Hart | 3      |
| 17   | Pedro Diniz        | Arrows-Yamaha                    | 2      |
| 19   | Mika Salo          | Tyrrell-Ford                     | 2      |
| 19   | Shinji Nakano      | Prost-Mugen-Honda                | 2      |
| 20   | Nicola Larini      | Sauber-Petronas                  | 1      |
| 21   | Jan Magnussen      | Stewart-Ford                     | 0      |
| 22   | Jos Verstappen     | Tyrrell-Ford                     | 0      |
| 23   | Gianni Morbidelli  | Sauber-Petronas                  | 0      |
| 24   | Norberto Fontana   | Sauber-Petronas                  | 0      |
| 25   | Ukyō Katayama      | Minardi-Hart                     | 0      |
| 26   | Tarso Marques      | Minardi-Hart                     | 0      |

### Konstrukteurswertung
| Pos. | Konstrukteur      | Punkte |
| ---- | ----------------- | ------ |
| 01   | Williams-Renault  | 112    |
| 02   | Ferrari           | 86     |
| 03   | Benetton-Renault  | 61     |
| 04   | McLaren-Mercedes  | 44     |
| 05   | Jordan-Peugeot    | 33     |
| 06   | Prost-Mugen-Honda | 21     |

| Pos. | Konstrukteur    | Punkte |
| ---- | --------------- | ------ |
| 07   | Sauber-Petronas | 15     |
| 08   | Arrows-Yamaha   | 9      |
| 09   | Stewart-Ford    | 6      |
| 10   | Tyrrell-Ford    | 2      |
| 11   | Minardi-Hart    | 0      |
| –    | Lola-Ford       | 0      |